# 奪命真夫
《奪命真夫》（前名及台灣譯名《灰色軌跡》，海外譯名《叠影危情》），香港電視廣播有限公司時裝電視劇，由林保怡、蘇玉華、溫兆倫及伍詠薇主演，監製莊偉建。2005年6月在翡翠台首播。

## 演員表

### 阮家/劉家
| 演員   | 角色   | 暱稱／關係 |
| 溫兆倫 | 刘启忠 | 阮文山之失散孿生兄，因欠債無力償還，殺死阮文山嫁禍殷婷，以阮文山身分移居美國 殷婷，溫淑嫻，蔣雅怡之丈夫 和游尚志狼狽為奸 于第11集殺死溫淑嫻 于第19集炸死蔣學年，险炸死羅理浩，蔣學年死後得到天堃控制權 於第20集在美國被捕，最後被判死刑 |
| 溫兆倫 | 阮文山 | Ben 生意人 劉啟忠之失散孿生弟 |
| 楊婉儀 | 溫淑嫻 | Wendy 家庭主婦 殷婷同學，背叛摯友戀上劉啟忠 于第11集被刘启忠殺害 |
| 王樹熹 | 阮仁洛 | Bryan Yuen 原名為為，劉啟忠和殷婷之子 |

### 殷家
| 演員   | 角色   | 暱稱／關係                                                                                              |
| 馮素波 | 林玉霞 | 殷明、殷婷之母                                                                                          |
| 廖啟智 | 殷 明  | 汽車修理技工，於第5集開設明記車房 殷婷之兄 林玉霞之子 何惠娟之夫                                        |
| 劉曉彤 | 何惠娟 | 家庭主婦 殷明之妻 殷婷之嫂 林玉霞之媳婦 於第20集誕下女兒                                                |
| 蘇玉華 | 殷 婷  | Yen 坐了五年冤獄 律師樓文員 林玉霞之女 殷明之妹 何惠娟之姑仔 劉啟忠之妻 阮仁洛之母 羅理浩、余素心之好友 |
| 呂 珊  | 金桂妹 | 金姐 殷婷之好友 陳堅之妻                                                                                |
| 李家鼎 | 陳 堅  | 堅哥 金桂妹之夫 於第19集出獄                                                                            |
| 林敬剛 | 陳榮耀 | 金桂妹之繼子，因失戀受刺激曾入精神病院（第5集）                                                         |

### 羅家
| 演員                  | 角色     | 暱稱／關係                                                                                          |
| 梁舜燕                | 羅范飄香 | 羅理浩之母                                                                                          |
| 林保怡 許明志（少年） | 羅理浩   | Leo 律師 余素心之夫，後離婚 羅芷凝非親生父親 殷婷之好友 于第15集因傷人罪被除牌                      |
| 伍詠薇                | 余素心   | Susan 患偷窃癖 家庭主婦 羅理浩之妻，後離婚 羅芷凝之母 游尚志前女友，于第13集复合 于第14集離開羅理浩 |
| 謝宛婷                | 羅芷凝   | 凝凝 學生 余素心、游尚志之女 患蠶豆症，于第6集被罗理浩得知悉女兒非親生                              |

### 蔣家
| 演員   | 角色   | 暱稱／關係                                                            |
| 郭峰   | 蔣學年 | Samuel 天堃主席 繆雪之夫 于第6集吞併繆氏集团 于第19集被刘启忠設計害死 |
| 韓馬利 | 繆雪   | Rosa 蔣學年之妻 于第6集提出和蔣學年離婚                               |
| 歐倩怡 | 蒋雅怡 | Jenny 蔣學年和繆雪之女 刘启忠之妻                                     |

### 繆家
| 演員   | 角色 | 暱稱／關係            |
| 朱維德 | 繆德 | 繆氏集團主席 繆雪父親 |
| 韓馬利 | 繆雪 | Rosa 参见蒋家         |

### 天堃
| 演員   | 角色   | 暱稱／關係                                                       |
| 杨瑞麟 | 关守基 | Kenny 蒋学年助手，于蒋学年死后不屑刘启忠所为，愤而辞职（第20集） |
| 郭卓樺 |        | 天堃保安                                                         |
| 严俊   |        | 天堃保安                                                         |
| 秦 煌  | 鯊魚周 | 一直想得到天堃控制權                                             |
| 陈少邦 |        | 蔣學年保鏢                                                       |
| 郑世豪 |        | 蔣學年保鏢                                                       |
| 梁辉宗 |        | 蔣學年保鏢                                                       |
| 歐婉澄 | Cindy  | 蔣學年秘書                                                       |
| 杨卓娜 | Gloria | 劉啟忠秘書                                                       |
| 詹秀君 | Janet  | 羅理浩秘書                                                       |
| 周家怡 | Bo Bo  |                                                                  |
| 林遠迎 | Man    |                                                                  |
| 彭冠中 | Alex   |                                                                  |
| 朱婉儀 | Brenda |                                                                  |
| 雷恩   | Amy    |                                                                  |
| 何慕琪 | 楊佩芝 |                                                                  |
| 王维德 | Tim    |                                                                  |
| 曾建明 | Kelvin |                                                                  |

### 律師樓職員及其他律師
- 曾偉權 飾 游尚志（Raymond），與劉啟忠勾結陷害羅理浩,羅芷凝之生父,羅大為律師事務所合夥人,後拆夥（第13集, 於第14集成為天堃法律顧問,因教唆他人妨礙司法公正險被除牌（第19-20集）
- 陳　堃 飾 游尚志少年，向羅理浩透露患蠶豆症
- 蔡潔雯 飾 鄭嘉雯（Carmen），游尚志女朋友，後分手（第13集）
- 郭政鴻 飾 曹禮賢（阿曹），羅理浩好友兼助手
- 沈可欣 飾 周詠琪（Jackie）
- 麥子樂 飾 馬鐵柱（Brian）
- 王從希 飾 鄺美寶
- 江　暉 飾 狄振輝（Dick）
- 譚靜雯 飾 蔡婉安（Ann）
- 駱應鈞 飾 Willy，法官
- 馬國明 飾 Vincent，律師
- 陳山聰 飾 雷國棟（Gordan），羅理浩徒弟
- 何偉業 飾 Andrew，雷國棟助手
- 鄺佐輝 飾 檢控官
- 郭德信 飾 法官
- 鍾志光 飾 檢控官
- 羅冠蘭 飾 女法官
- 曾慧雲 飾 法庭書記

### 其他角色
- 葉振聲 飾 何先生，虐打妻子而致離婚（第4集）
- 梁建平 飾 KK Wong，著名股評人，和蔣學年有不法交易（第4，6集）
- 鄧以豪 飾 顧全（大佬），物流公司老闆（第5集）
- 林佩君 飾 陸海倫（Helen），陳榮耀前女友（第5集）
- 魏惠文 飾 陸海倫代表律師（第5集）
- 楊證樺 飾 記者甲（第5集）
- 葉凱茵 飾 記者乙（第5集）
- 張達倫 飾 記者丙（第5集）
- 楊　明 飾 義工（第6集）
- 黃鳳琼 飾 譚女士，控告明記車房（第6-7集）
- 楊英偉 飾 何惠康，何惠娟哥哥（第6集）
- 招石文 飾 繆氏集團董事甲（第6集）
- 凌禮文 飾 繆氏集團董事乙（第6集）
- 邵卓堯 飾 酒保（第6集）
- 蕭徽勇 飾 張醫生，皮膚專科醫生（第7集）
- 夏　萍 飾 林秀萍，游尚志母親，曾是羅家佣人（第7集）
- 何志祥 飾 超級市場經理（第7集）
- 黃樂兒 飾 百貨公司職員（第7集）
- 李鴻杰 飾 台灣黑社會（第8集）
- 徐　榮 飾 李先生，追討非親生子女的養育費用（第8集）
- 陳　堃 飾 小丑（第10集）
- 潘芷蕾 飾 空姐（第10集）
- 何綺雲 飾 空姐（第10集）
- 余子明 飾 Isabella 號船主（第10集）
- 伍文生 飾 船廠職員（第10集）
- 潘嘉雯 飾 酒店職員（第11集）
- 何俊軒 飾 醫生（第11集）
- 宋紫盈 飾 護士（第11集）
- 傅劍虹 飾 待應（第11集）
- 羅　鴻 飾 餐廳老闆，餐廳發生學童集體食物中毒事件（第12集）
- 胡麒豐 飾 機場吵架情侶（第12集）
- 李彩寧 飾 機場吵架情侶（第12集）
- 葉　暐 飾 司機（第13集）
- 張貝蒨 飾 乘客（第14集）
- 蘇頌康 飾 律師甲（第14集）
- 陸駿光 飾 律師乙（第14集）
- 蘇麗明 飾 護士（第15集）
- 楊鴻俊 飾 警察（第15集）
- 戴耀明 飾 便裝警員（第16集）
- 趙樂賢 飾 便裝警員（第16集）
- 甘子正 飾 醫生（第16集）
- 李岡龍 飾 聆案官（第16集）
- 趙敏通 飾 生果檔主（第16集）
- 霍健邦 飾 沖晒店職員（第16集）
- 伍慧珊 飾 花店老闆娘（第16集）
- 賀文傑 飾 酒店經理（第16集）
- 黎銘諾 飾 公安（第16集）
- 谷　峰 飾 成志祥，酒店管房（第16集）
- 湯百山 飾 越南移民公司職員（第16集）
- 郭子雲 飾 越南人（第16集）
- 鍾建文 飾 化驗員（第17集）
- 趙永洪 飾 私家偵探（第17集）
- 何俊軒 飾 狗主，狗的名字是文仔（第17，20集）
- 林淑敏 飾 醫生（第17集）
- 陳姿穎 飾 女子甲，在健身中心更衣室遺下手錶，被余素心取去（第17集）
- 林影紅 飾 女子乙，目擊余素心把手錶據為己有（第17集）
- 裘卓能 飾 警員（第18集）
- 盧永匡 飾 醫生（第18集）
- 林佳蓉 飾 舞女（第18集）
- 黎秀英 飾 清姐，蔣家工人（第18集）
- 蘇頌康 飾 顧客（第18集）
- 霍建邦 飾 顧客（第18集）
- 張潔蓮 飾 店員（第18集）
- 何婷恩 飾 便衣警員（第19集）
- 劉桂芳 飾 闊太（第19集）
- 邵卓堯 飾 吳醫生（第20集）
- 李嘉怡 飾 Dr Fong（第20集）

## 軼事
此劇是溫兆倫在TVB拍攝的最後一部電視劇，亦是繼《義不容情》、《今生無悔》後第三度飾演反派。

## 收視

### 香港收视
以下為該劇於香港無綫電視翡翠台之收視紀錄：
| 週次 | 集數  | 日期                          | 平均收視 | 最高收視 |
| ---- | ----- | ----------------------------- | -------- | -------- |
| 1    | 01-03 | 2005年6月22日-6月24日         | 28點     | 30點     |
| 2    | 04-08 | 2005年6月27日-7月1日          | 28點     | 30點     |
| 3    | 09-13 | 2005年7月4日-7月8日           | 31點     | 32點     |
| 4    | 14-18 | 2005年7月11日-7月15日         | 32點     | 34點     |
| 4    | 19-20 | 2005年7月16日（兩小時結局篇） | 37點     | 39點＊   |

　＊ 當晚對台所播映的《2005亞洲先生選舉》平均收視僅得4點。

### 广州收视
| 月份      | 集数 | 省网 | 市网 | 合计 |
| --------- | ---- | ---- | ---- | ---- |
| 2005年6月 | 1-7  |      | 12.3 |      |
| 2005年7月 | 8-19 |      | 14.6 |      |

数据来源：CSM媒介研究

## 外部連結
- 無綫電視官方網頁 - 奪命真夫
- 無綫電視官方網頁(TVBI) - 叠影危情 （页面存档备份，存于）

| 情迷黑森林 -7月1日           | 情迷黑森林 -7月1日                              | 開心賓館 7月4日-                                | 開心賓館 7月4日-               |
| 上一套： 秀才遇著兵 -6月21日 | 翡翠台第二綫劇集(2005) 奪命真夫 6月22日-7月16日 | 翡翠台第二綫劇集(2005) 奪命真夫 6月22日-7月16日 | 下一套： 我的野蠻奶奶 7月18日- |
| 醫道                         |                                                 |                                                 |                                |

| 上一套： 陀槍師姐 -2007年3月22日 | 翡翠台凌晨重播劇集時段(2007) 奪命真夫 2007年3月23日-2007年4月19日 00:15-01:15 | 翡翠台凌晨重播劇集時段(2007) 奪命真夫 2007年3月23日-2007年4月19日 00:15-01:15 | 下一套： 洗冤錄 2007年4月20日- |